# Tom Pryce
Thomas Maldwyn Pryce (Ruthin, Denbighshire, Gales, Reino Unido; 11 de junio de 1949-Midrand, provincia de Gauteng, Sudáfrica; 5 de marzo de 1977), más conocido como Tom Pryce, fue un piloto de automovilismo británico, famoso por ganar la Carrera de Campeones de 1975 (carrera de Fórmula 1 que no contaba para el campeonato) corriendo para Shadow, un equipo de media-baja tabla en aquella época y por las circunstancias que rodearon su muerte. Es el único galés que ha liderado una carrera en Fórmula 1, con dos vueltas en el Gran Premio del Reino Unido de 1975.
Pryce comenzó su carrera en la Fórmula 1 con el modesto equipo Token, haciendo su único comienzo para ellos en el Gran Premio de Bélgica de 1974. Poco después de ganar la carrera de apoyo de la Fórmula 3 para el Gran Premio de Mónaco de 1974, Pryce se unió al equipo Shadow y anotó sus primeros puntos en Alemania en solo su cuarta carrera. Pryce logró dos podios, el primero en Austria en 1975 y el segundo Brasil un año después. Pryce fue considerado por su equipo y la mayoría de sus contemporáneos como un excelente piloto en mojado, y señalado por diversos compañeros de profesión en la máxima categoría (John Watson, Niki Lauda, Jackie Oliver, Jackie Stewart, James Hunt, Jochen Mass, Jacky Ickx, Emerson Fittipaldi, entre otros) como el mejor de su generación en dichas condiciones.
En sus cuatro temporadas en el deporte con el equipo Shadow (1974-1977), Pryce estuvo considerado como un piloto prometedor con muchos números para ser campeón del mundo en un futuro cercano. Aunque su coche a menudo no era confiable y rara vez estaba en los puntos, fueron muchas las ocasiones en las cuales Tom era lo suficientemente rápido como para acaparar los titulares. Su estilo de conducción rápido y espectacular, con un superlativo dominio del coche en mojado le hicieron ganar un pequeño, pero leal número de seguidores y admiradores alrededor del mundo durante su tiempo en activo.
Durante la sesión de prácticas para el Gran Premio de Sudáfrica de 1977, en condiciones de lluvia, Pryce fue el piloto más rápido de todos, incluidos los campeones mundiales Niki Lauda y James Hunt. Durante la carrera chocó a gran velocidad con el comisario Frederik Jansen van Vuuren cuando éste cruzaba la pista para apagar el incendio del monoplaza de Renzo Zorzi, falleciendo ambos en el acto. 
El cuerpo de Pryce se encuentra enterrado en el cementerio de San Bartolomé en Otford, siendo su tumba la que más flores suele recibir. En Gales es considerado aún hoy en día una referencia y se realizan homenajes hacia el piloto, particularmente en el Circuito de Anglesey. Un monumento a Pryce se inauguró en 2009 en su ciudad natal, en Ruthin, y hay planes futuros para erigir una estatua en su honor.

## Primeros años
Tom Pryce nació el 11 de junio de 1949 en Ruthin, Denbighshire, Gales, hijo de Jack y Gwyneth Pryce. Jack había servido en la Real Fuerza Aérea británica como artillero en un bombardero Lancaster, antes de unirse a la policía local. Gwyneth  era enfermera de distrito. El hermano mayor de Pryce, David, murió a la edad de tres años (1947-1950), dejando a Tom como hijo único durante gran parte del tiempo que creció, aunque sus padres acogieron a una niña llamada Sandra durante un tiempo. Pryce, conocido por sus amigos como Mald, asistió a la escuela primaria de Nantglyn, Denbighshire. Más tarde, la familia se mudó a Towyn, Denbighshire, debido al trabajo de Jack.
Pryce se empezó a interesar por los coches mientras conducía una furgoneta de panadería por zonas seguras y cercanas de su localidad, a la edad de 10 años, siempre con la debida cautela y astucia para no ser pillado por su padre, ya que era policía. En su temprana adolescencia, confesó a sus padres que quería ser piloto de carreras, y con el tiempo se hizo fan de Jim Clark. Durante una entrevista con Alan Henry en 1975, declaró que hubiera querido convertirse en piloto de avión, pero que no era lo suficientemente inteligente.
Como muchos futuros pilotos de Fórmula 1, Pryce tuvo su héroe de la infancia. En su caso, fue el piloto escocés de Lotus, Jim Clark. La madre de Pryce recordó que Tom se entristeció enormemente cuando Clark murió en el Hockenheimring en abril de 1968. Su padre señaló que "también estaba abatido cuando Jochen Rindt murió en Monza". Tras dejar la escuela a los 16 años, la madre de Pryce insistió en que estudiara una ingeniería y trabajara como mecánico de tractores en la escuela técnica de Landrillo, para tener "algo en lo que apoyarse" si su carrera como piloto de carreras no fructificaba.

## Diseño del casco
El diseño del casco de Tom Pryce era muy simple y sobrio. Su casco era completamente blanco hasta 1970. En una carrera de ese año en Castle Combe, su padre le pidió a Pryce que hiciera que su casco resaltara más para poder identificarlo fácilmente en un grupo de autos. Pryce agregó cinco líneas verticales negras a su casco, colocadas justo encima de su visor. A partir de ese momento, el único cambio en este diseño fue la adición de una bandera galesa al costado de su casco en 1974. El resto de cambios menores en su casco a medida que transcurrían los grandes premios se daban exclusivamente por petición de sus patrocinadores.

## Trayectoria profesional en categorías inferiores
Pryce, que sería durante comienzos de los años 70 ingeniero agrónomo de profesión, comenzó a correr coches a la edad de 20 años, una edad considerada tardía para pilotos de automovilismo. Se inició en la Fórmula Ford 1600, luego siguió en Fórmula 3 y después en la Fórmula 2 en el equipo Rondel Racing de Ron Dennis y Neil Trundle. En 1973 ganó el premio Grovenood, concedido anualmente al piloto joven más prometedor.

### Pre-fórmula 1: primeros años
Los primeros pasos de Pryce en el automovilismo se produjeron en el circuito de Mallory Park en Leicestershire, cuando tenía 20 años. Trevor Taylor, un expiloto del equipo Lotus y antiguo compañero de equipo de Jim Clark, el héroe de la infancia de Pryce, lo puso a prueba y disciplinó. El talento natural de Tom Pryce se hizo de manifiesto muy rápidamente y pronto se convirtió en una estrella de la serie Fórmula 5000. A partir de ahí, Pryce pasó a competir en el Daily Express Crusader Championship, una serie dirigida por Motor Racing Stables para alumnos de escuelas de carreras que utilizan autos Lotus 51. Las carreras se alternaban entre los circuitos de Brands Hatch y Silverstone; Pryce hizo su debut en Brands Hatch.
Cuando podía, el futuro piloto galés solía entrenar con su Mini en condiciones de lluvia con el fin de entrenar al máximo sus capacidades y manejo del coche. Esto lo hacía con la creencia de que cuanto más adversas fuesen las circunstancias, a mayor dominio y adaptación al monoplaza, más probabilidades de arrancar con buen pie temporadas de competición y mayor facilidad para demostrar buena destreza en condiciones más asequibles. El constante control sobre derrape de los monoplazas sería una de sus principales señas de identidad de Tom en la Fórmula 1, con un estilo semejante al de su contemporáneo Ronnie Peterson. Con dicho coche, la experiencia y las instrucciones de Trevor Taylor, dominó todo sobre la conducción en superficies resbaladizas, el cuidado de la mecánica, el punta-tacón y los tiempos de reacción. Con dicha base de habilidad y conocimiento, el resto en sus primeros años fue adaptarse rápido al siguiente nivel a enfrentar. También recordó a Alan Henry que su obsesión de correr en mojado fue, aparte de porque le encantaba ponerse a prueba, "como intento de redimirse de no tener valor en intentar otras cosas" (quizá en referencia a no poder convertirse en piloto de avión).
El premio de ser ganador absoluto de la serie Daily Express Crusader Championship fue un Fórmula Ford Lola T200 valorado en 1500 libras esterlinas. La serie se decidió en la última ronda, celebrada en Silverstone, el día antes del International Trophy de Fórmula Uno de 1970. Pryce se clasificó en la tercera fila para la carrera, que se celebró bajo la lluvia, la primera para el galés. Jack Pryce recordó que ese día su hijo se frotaba las manos con deleite: "siempre le gustó correr bajo la lluvia". La primera parte de la carrera fue liderada por un piloto llamado Chris Smith, pero luego comenzó una fuerte lluvia y Pryce pudo alcanzar a todos los pilotos que tenía delante, incluyendo a Smith, y ganar por un cómodo margen de más de 20 segundos. Sir Max Aitken le dio su Lola T200 y más adelante llegaron patrocinadores que comenzaron a respaldar económicamente su trayectoria.
Pryce llevó su flamante Lola a Brands Hatch, donde se le permitió guardarlo en uno de los viejos establos en la parte inferior del paddock. Con el apoyo de su familia, amigos y de Trevor Taylor, Pryce pronto abandonó su carrera agrícola y se mudó a una casa de huéspedes en West Kingsdown, cerca del circuito de Brands Hatch. Pryce continuó haciéndose un nombre durante 1971, ingresando a una nueva categoría de autos deportivos biplaza llamada Fórmula F100, que ganó. La victoria que logró en una de las carreras en mojado fue descrita por David Tremayne como "una victoria lograda con una facilidad embarazosa". Luego pasó a la Fórmula Super Vee, conduciendo el entonces elegido Royale RP9, para Team Rumsey Investments. Siguió haciéndose un nombre como piloto, y tras sus excelentes actuaciones pronto hizo su debut en la Fórmula 3 para el mismo fabricante en Brands Hatch.

### Categorías inferiores de Fórmula
Su primera carrera con el nuevo Royale RP11 fue en Brands Hatch, en mojado. En esa carrera compitió contra pilotos como Roger Williamson, Jochen Mass y James Hunt. A pesar de ser su debut en Fórmula 3 y bajo la lluvia, Pryce ganó con solvencia. La ventaja de Pryce fue tan grande al final de la carrera, que muchos de los otros equipos señalaron que el auto de Pryce había corrido la carrera con un peso inferior al permitido en el reglamento; pero al final resultó que la báscula con la que se pesaban las máquinas no funcionaba correctamente, y más tarde se confirmó que todos los pilotos corrieron con un auto con menos peso de lo permitido. Pryce abandonó en las siguientes dos rondas en Oulton Park y Zandvoort, rodando en puestos de cabeza en ambas. Durante la práctica para la carrera de Fórmula 3 del Gran Premio de Mónaco de 1972, su coche se paró en la curva del casino y Pryce se preparó para bajar y fijarse qué le pasaba a su monoplaza. Intentando arreglar el coche, Peter Lamplough colisionó contra su Royale RP11, lanzando a Pryce catapultado contra un escaparate, lo que le causó la rotura de una pierna.
El galés volvió a la acción dos semanas después de su incidente en Mónaco. Pryce también corrió en la serie Fórmula Super Vee, ganando la serie por un cómodo margen. "Gané casi todas las carreras en las que participé", recordó Pryce. Más carreras con el equipo oficial de Royale para Formula Atlantic también estaban reservadas para Pryce durante 1972, donde logró la pole position en las últimas tres rondas del campeonato y ganó la ronda final en Brands Hatch. Todo esto tiene especial mérito teniendo en cuenta que en aquella época Pryce apenas sabía de reglajes.
Continuó compitiendo en la Fórmula Atlántic en 1973, ganando tres carreras, dos de ellas en mojado. Royale pronto tenía planes de ingresar a la Fórmula 2 apostando su proyecto por el talento del galés, más el impulso financiero por un piloto de Liechtenstein, Manfred Schurti. Estos planes solo dieron como resultado que uno de los autos F2 de Royale se construyera antes de que el proyecto fuera descartado y Bob King, el jefe de Royale, dejara la compañía.
Luego de una invitación para probar uno de sus autos, Pryce se encontró compitiendo en la serie de Fórmula 2 con el equipo Rondel Racing de Neil Trundle y Ron Dennis. Con el último forjó una buena amistad y le daría el impulso final para poder debutar en Fórmula 1 un año más tarde, con el patrocinador Titan Properties. Su mejor resultado para el equipo iba a llegar en Norisring, donde lideraba la carrera hasta que una falla en los frenos significó que tuvo que perder el primer lugar a su compañero de equipo Tim Schenken. A finales de 1973, Pryce ganó el premio Grovewood por sus esfuerzos durante el año. Jack Pryce recordó que su hijo no quería ganar el premio, ya que pensaba que era "una maldición en la carrera de un piloto".
Ese mismo año conoció a Fenella Warwick-Smith (apodada Nella) en una discoteca de Otford, Kent; finalmente Pryce y Nella se hicieron pareja. Durante la primera mitad de la temporada 1974 seguiría compitiendo en Fórmula 2.

## Fórmula 1
A la edad de 25 años, con solo cinco años de competición a sus espaldas y siendo hijo de una familia de clase media, Pryce se estrenó en Fórmula 1, la máxima categoría del automovilismo, uniéndose al recién formado equipo Token Racing. El equipo fue creado por Tony Vlassopulos y Ken Grob después de que el equipo Token original cerrara en 1973 debido a la falta de respaldo financiero que había llevado al final del equipo anterior de Rondel Racing. En ese mismo año, David Tremayne describió al galés como "una promesa evidente". Pryce hizo su debut para el equipo el 7 de abril de 1974, en el BRDC International Trophy, un evento de Fórmula 1 no puntuable para el campeonato celebrado en Silverstone, pero la falta de una caja de aire y una cubierta del motor, junto con su nula experiencia con el nuevo automóvil (la primera vez que rodó con un Fórmula 1 fue en esa misma sesión de clasificación), lo convirtió en el piloto más lento de los 16 competidores: 26 segundos más lento que Hesketh de James Hunt en la pole position. El galés se retiró 15 vueltas en la carrera con un problema de engranajes cuando rodaba en antepenúltima posición.

### 1974, empezando a destacar
El debut de Pryce en el Campeonato del Mundo llegó en el Gran Premio de Bélgica de 1974, donde se clasificó en el vigésimo lugar, a solo 3 segundos del mejor tiempo establecido por el Ferrari de Clay Regazzoni, meritorio teniendo en cuenta que Token era el peor equipo de la parrilla junto a Trojan. Una vez más, no pudo terminar, completando 66 vueltas antes de retirarse después de una colisión con el Tyrrell de Jody Scheckter, si bien la carrera de Pryce quedó arruinada al comienzo por un problema mecánico en la sexta vuelta.
Para las dos siguientes pruebas no fue autorizado a participar por su falta de experiencia. En Mónaco, Tony Vlassopulos decidió demostrar que Pryce era más que apto para correr en Fórmula 1 y para demostrar su punto, reemplazó al piloto de Fórmula 3 Buzz Buzaglo con Pryce, conduciendo para Ippokampos Racing, en un 743 del equipo March. El piloto galés ganó por 20,8 segundos. Esa actuación y sus carreras en Fórmula 2 en ese año le valieron las ofertas de tres equipos distintos: Williams, Hesketh y Shadow. 
Después de Mónaco, Pryce fue al Circuito de Goodwood para probar el Token. El gerente del equipo Hesketh, "Bubbles" Horsley, apareció en un helicóptero y se llevó a Tom a una reunión con Lord Hesketh. Después de eso, Pryce fue al Salzburgring para hacer su primera aparición en F2 del año con un Team Harper Chevron. Allí recibió una carta escrita a mano por Alan Rees mencionando que "no tienen ningún problema en ofrecerle un asiento en Shadow". En el Gran Premio de Suecia entabló conversaciones con Frank Williams.
Apoyado por los campeones Jackie Stewart y Graham Hill, sus patrocinadores y por consejo de su mánager Brian Jones, finalmente el piloto galés se decantó por la escudería Shadow, el cual sería su equipo por el resto de su carrera en Fórmula 1. Con el paso de los años se ganaría el aprecio de todo el equipo, hasta llegar al punto de que éste facilitaría su salida si lograra a fichar por un equipo que le garantizase luchar por victorias y campeonatos en caso de que a Pryce le llegara una oportunidad y el equipo tuviera problemas para aportarle un coche ganador.
Sus actuaciones, considerando la limitada competitividad del nuevo coche, le hicieron ganarse la curiosidad del paddock. Esto, junto con los graves problemas financieros, la autorización de participar de nuevo en Fórmula 1 y los contactos de Ron Dennis, hicieron posible la marcha de Tom Pryce de Token y su contratación por el equipo Shadow, escudería de media-baja tabla en aquella época. Pryce hizo su debut con el equipo en el Gran Premio de los Países Bajos de 1974. Se clasificó en la 11.ª posición, menos de 0,4 segundos más lento que su compañero de equipo, Jean-Pierre Jarier. Pryce se retiró en la primera vuelta de la carrera después de que James Hunt se lo llevara por delante, rompiendo la suspensión trasera de su Shadow DN3. En su segunda carrera con Shadow mostró destellos de talento, clasificándose tercero en su segundo Gran Premio para el equipo, en Francia, solo tres décimas más lento que el tiempo de la pole position de Niki Lauda, pero casi medio segundo más rápido que Jarier. Esta actuación causó una situación graciosa en los boxes en la carrera del domingo: al salir de boxes había varios aficionados apelotonados pidiendo su autógrafo y dejándole apenas caminar, lo que causó perplejidad en Tom por unos instantes; el equipo sabía que a Pryce no le gustaba ser reconocido y de su timidez fuera de la pista, y recibió en consecuencia bromas relacionadas con su reciente fama. Una vez más, la carrera de Pryce terminó en la primera curva, cuando un contacto menor con el Brabham de Carlos Reutemann desvió el Shadow de Pryce en el camino de James Hunt. 
Más adelante en la temporada, Pryce recibió 100 botellas de champán por ser el más rápido en la sesión de entrenamientos para el Gran Premio del Reino Unido, en Brands Hatch, lo que le valió el elogio de su talento natural por parte de la prensa inglesa y sus mecánicos. Luego pasó a clasificar en la tercera fila de la parrilla de salida en condiciones normales, bajando su tiempo de entrenamientos libres por más de un segundo, quedándose a poco más de medio segundo de Niki Lauda, quien obtuvo la pole. En carrera sería 7.º, con problemas de suspensión y caja de cambios.
Su cuarta carrera de Fórmula 1 fue en el Nürburgring Nordschleife, Gran Premio de Alemania. Pryce clasificó en la 11.ª posición superando a Jarier, pero fue víctima de una mala salida, todo lo contrario a su compañero. Se pasó el primer tercio de la carrera defendiéndose de Hans-Joachim Stuck, quien intentaba dar caza a Jarier, pero a partir de la 6.ª vuelta empezó a llover. A medida de que pasaban las vueltas superó a su compañero y a Stuck, sacándoles más de un minuto y 40 segundos de ventaja, respectivamente. En las vueltas finales comenzó a dar caza a los Lotus de Peterson e Ickx sin mucha esperanza de llegar a ellos, pero pronto empezó a escampar y Pryce optó por traer el coche a meta, consiguiendo entrar en la zona de puntos con un meritorio sexto lugar. De esta manera, logró su primer punto en Fórmula 1, y el único de la temporada para él. 
Clasificó 16.º para el Gran Premio de Austria en el antiguo Osterreichring, pero abandonó en la vuelta 22. En Monza clasificó vigesimosegundo, pero logró acabar la carrera doce puestos más arriba a pesar de sufrir problemas mecánicos en las primeras vueltas. Su temporada terminó con una falla de motor en Canadá mientras rodaba 9.º, y el Shadow se mostró muy poco competitivo en Watkins Glen. En ambas carreras Jarier rodó por delante de él, pero al igual que su compañero, no tuvieron oportunidad de luchar por los puntos. Al final de la temporada, Pryce quedó 18.º en el Campeonato de Pilotos empatando con Graham Hill y Vittorio Brambilla. 

### 1975, una consagración desapercibida
Al comienzo de la temporada de 1975, el futuro de Pryce estuvo sujeto a mucha especulación. Los rumores lo vinculaban con Lotus, el equipo dirigido por Colin Chapman, quien echó un ojo al progreso de Pryce durante 1973 y 1974, especialmente aquel Gran Premio de Alemania: sus pilotos solían entrenar el circuito con un Lotus Cortina tiempo antes de la carrera, y el galés rodaba más rápido en mojado que sus dos pilotos oficiales (Ickx y Peterson, ambos ya consagrados en el deporte del motor) sin experiencia con un Fórmula 1 de inferiores prestaciones. En ese momento, Lotus estaba experimentando dificultades financieras y los informes sugirieron que Shadow y Lotus intercambiarían a Tom Pryce y Ronnie Peterson. El intercambio fue visto como una buena adquisición para ambos equipos, ya que Pryce fue considerado un piloto de la misma habilidad y estilo de pilotaje que Peterson, pero costaría menos a Lotus, mientras que Peterson podría atraer patrocinio al relativamente nuevo equipo Shadow. El acuerdo nunca se materializó ni ese ni para el año siguiente, aunque el gerente del equipo Shadow, Alan Rees, afirmó que estuvo muy cerca de completarse. 
El compañero de equipo de Pryce, Jean-Pierre Jarier, lo superó en la primera parte de la temporada de 1975, ya que el piloto francés tenía el nuevo automóvil (el Shadow DN5), mientras que Pryce seguía con el Shadow DN3. No fue hasta la tercera ronda, el Gran Premio de Sudáfrica, que Pryce pudo usar un DN5. La cuarta carrera sería en Brands Hatch, la Course des Champions (carrera de campeones). Pryce clasificó en la pole position, pero tuvo una mala salida y se le pusieron por delante el Tyrrell Racing de Jody Scheckter y los Lotus de Ronnie Peterson y Jacky Ickx y los tres empezaron a poner distancia. La lluvia hizo acto de presencia casi al primer cuarto de carrera, y Pryce empezó a superar poco después a los Lotus de Peterson e Ickx, empezando así su persecución a Jody Scheckter, quien rompió motor cuando en las últimas vueltas ya Pryce se situaba a menos de un segundo. En una carrera de 40 vueltas, dobló a todos los coches menos a dos, incluyendo a Jacky Ickx y al doble campeón del mundo Emerson Fittipaldi, quien conducía un McLaren M23 con el cual luchaba por obtener el tricampeonato.
Pryce mostró otros signos de promesa durante la temporada. En Mónaco se clasificó en primera fila de la parrilla y rodó tercero buena parte de la carrera (tras adelantar a su compañero y a otro piloto en la primera vuelta por una mala salida) en condiciones de lluvia, siguiendo en todo momento los talones al Lotus de Peterson y al Ferrari de Niki Lauda, e incluso llegó a hacer amagos de adelantamiento al piloto sueco. Sin embargo, la pista comenzó a secarse; las distancias se hicieron mayores poco a poco y en la vuelta 19 fue adelantado por Jody Scheckter y Emerson Fittipaldi. Un problema mecánico varias vueltas más tarde lo hundieron al fondo del pelotón, y acabó abandonando la carrera producto de un accidente. En Zolder Pryce estuvo por el top 10 y luchó contra el Ferrari de Clay Regazzoni, el Hesketh de James Hunt, los dos Lotus, el Tyrrell de Depailler, los Brabham de Reutemann y Pace y el March de Vittorio Brambilla, superando a varias de las estrellas del deporte y quedando en 6.º lugar sin ser doblado. En Suecia fue ampliamente superado por su compañero Jean-Pierre Jarier, y en Zandvoort acabó octavo por una mala estrategia mientras rodaba 4.º gracias a su manejo en la lluvia, achuchando a los pilotos de Ferrari y llegando a colocarse segundo por unos instantes entre James Hunt y Niki Lauda, adelantando a este último por fuera en la curva de Tarzán. En Silverstone logró la pole position, pero abandonó por un error de pilotaje en el primer tercio de la carrera mientras lideraba la carrera con la pista húmeda por una cómoda ventaja de más de 15 segundos gracias a las paradas en boxes de José Carlos Pace y Clay Regazzoni. 
En Shadow habitualmente le perdonaban sus errores de pilotaje alegando inexperiencia en Fórmula 1, argumentando que el piloto galés era un diamante en bruto por pulir y que su temporada 1975 era de aprendizaje.
En el Nurburgring Nordschleife realizó otro acto de promesa mayor a la altura de las mostradas en Brands Hatch, Mónaco, Zolder y Silverstone. Con un coche que no era considerado de los seis mejores de la parrilla, terminó cuarto, a pesar de que mientras corría segundo detrás de Carlos Reutemann, se había estado filtrando combustible en la cabina de su DN5 durante las últimas vueltas alrededor del larguísimo Nürburgring, quemándose la piel, casi cegándolo con vapores. En la vuelta final la gasolina le saturaba parte de la cara y casi los ojos. Fue con estas condiciones con las que a duras penas logró retener al Ferrari de Niki Lauda. El galés recibió más tarde el premio Prix Rouge et Blanc Jo Siffert, que lleva el nombre del piloto suizo de Fórmula 1, por este logro. En Austria, en condiciones de tormenta, consiguió su segundo podio en Fórmula 1, y el primero en una prueba oficial, tras una remontada desde la decimoquinta posición, superando a todos excepto a un sorprendente Vittorio Brambilla y al futuro campeón James Hunt, a quien sacaba más de cuatro segundos por vuelta en los compases finales, si bien por problemas mecánicos del piloto de Hesketh. La carrera la terminaron 18 coches.
En Monza empezó el 14.º y acabó en los puntos, siendo el último piloto en no ser doblado. Una pésima carrera en Watkins Glen por problemas mecánicos y actuaciones con un Lancia Stratos fueron su final en 1975. Tom Pryce acabó el mundial de pilotos en décima posición, con ocho puntos.
También participó esporádicamente en rallies, a bordo de un Lancia Stratos. Ese mismo año se casó con Nella.

### 1976, sumando más

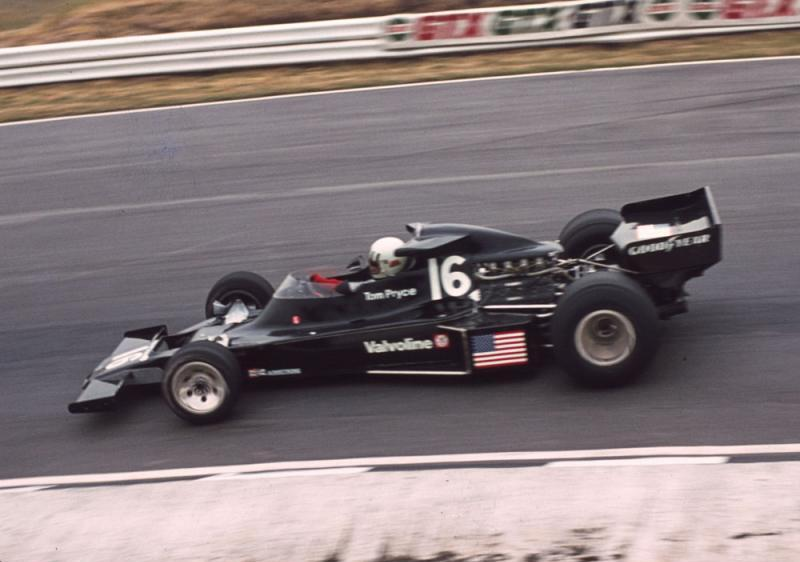
Tom Pryce en 1976.

Para 1976 ya era considerado uno de los mejores pilotos en mojado de su tiempo, y se especulaba que bajo las circunstancias adecuadas, en caso de conducir para un equipo top capaz de luchar por el título, podría ser uno de los mejores pilotos en lluvia de todos los tiempos en aquel entonces. Se creía que era cuestión de tiempo que ganara alguna carrera oficial, y que pronto se lo vería pilotando para un equipo puntero. Durante la pretemporada estuvo a punto de producirse el traspaso de Pryce por Peterson, con el piloto sueco llegando a tener firmado un precontrato con Shadow, pero éste finalmente se decantó por March y Colin Chapman decidió apostar por Gunnar Nilsson por recomendación de Ronnie, debido a que su fichaje implicaba mínimos problemas burocráticos y muchos menos procesos de negociación.
Pryce consiguió un podio en la primera carrera de la Temporada 1976 de Fórmula 1 en Interlagos, aunque a expensas del abandono de su compañero Jean-Pierre Jarier. En Kyalami y Long Beach abandonó, aunque rodando en todo momento en los puestos de cabeza, pudiendo plantar cara a todo piloto que no fuera Niki Lauda o James Hunt. El Gran Premio de España empezó con un cambio importante en el reglamento, eliminando las chimeneas altas de los coches por razones de seguridad. Esto fastidió mucho de por sí la pobre fiabilidad de Shadow, que se vio obligado a invertir en este apartado durante el resto del año para volver a ser medianamente competitivos. 1976 marcó el año en que los mejores equipos recibían Goodyears exclusivos (McLaren, Ferrari y Tyrrell con su proyecto de seis ruedas), y esto, junto a revisiones aerodinámicas con el rendimiento del alerón delantero, les fastidió del todo. Jarier y Pryce clasificaron 15.º y 22º, respectivamente, lejos de los top 10 donde ambos habituaban estar. Pryce acabó octavo mientras que Jarier abandonó. En Bélgica ambos pilotos de Shadow rodaron en últimas posiciones. En Mónaco estuvieron todo el tiempo en medio del pelotón, y Pryce logró ser séptimo a duras penas, superando a su compañero Jarier en las vueltas finales. Quedaba claro que Shadow tenía que diseñar coche nuevo, y el DN5B tenía que pasar a retiro. Durante la mitad de la temporada, Pryce superaría habitualmente a su compañero pero solo conseguiría puntuar una vez, con una meritoria quinta posición en Brands Hatch (que pasó a ser una 4.ª con la descalificación de James Hunt y varios top 10. En Nürburgring Pryce rodó por la parte baja de la parrilla, pero nuevamente la lluvia hizo acto de presencia y el galés logró acabar en el top 8, superando al Ferrari de Clay Regazzoni. En Austria, consiguió una inexplicable sexta posición en parrilla y llegó a ponerse 5.º en la salida, pero la carrera lo devolvió a la realidad, abandonando por frenos en la vuelta 14. 
En el Gran Premio de los Países Bajos por fin llegó el ansiado nuevo coche, el Shadow DN8, esta vez puesto en manos de Pryce en vez de en su compañero, lo que verificaba su estatus de primer piloto de la escudería a estas alturas del campeonato. Debutó con una tercera posición en parrilla y el coche acabó 4.º en la carrera. En Monza consiguió una 8.ª posición por detrás de los Tyrrell, Ferrari y March. 
En Monza Colin Chapman se dirigió a Tom Pryce para discutir asuntos sobre su fichaje. Tom resolvió seguir con la escudería por cuestiones de contrato pero expresó su gran deseo de correr para Chapman de cara a 1978, a expensas de que a su pareja Nella no estaba cómoda con la idea debido a la fragilidad y falta de seguridad de los Lotus. El galés desconoció en todo momento los planes de Chapman para aprovechar el efecto suelo. La gira norteamericana no trajo buenos resultados, y el campeonato de 1976 acabaría en Japón bajo una lluvia realmente feroz.
Durante las primeras vueltas, Pryce se dedicó a rodar consistentemente, sin fallos, remontando desde la 14.ª posición hasta ponerse segundo tras adelantar al Tyrrell de Patrick Depailler en la vuelta 40, superando a todos. Fue el piloto más rápido en el ecuador de la carrera. El único piloto delante de él era un James Hunt que luchaba por el campeonato del mundo. Con un asfalto sin otros coches de por medio en el horizonte, el galés fue progresivamente descontando la ventaja del piloto de McLaren, llegando a recortar hasta casi dos segundos por vuelta. Para la vuelta 45, Pryce estaba a menos de 10 segundos de James (más de 15 al adelantar a Depailler). Finalmente tuvo que abandonar en la vuelta 46 por pérdida de potencia.
Un podio y dos cuartas posiciones dieron 10 puntos a Tom Pryce, pero su posición en el mundial de pilotos sería el 12.º. A pesar de los relativamente discretos resultados, los rumores sobre su aterrizaje en algún equipo grande continuaban, especialmente dado los problemas financieros que sufría el equipo Shadow desde la pértida de su patrocinador UOP. El contrato de Pryce finalizaba tras disputar la temporada 1977.
Para estas fechas, Pryce era ya un hombre conocido tanto en Kent como en Ruthin. Sus padres, familiares, amigos y otros seres queridos se dirigían a él cariñosamente en ocasiones con el apelativo de "campeón".

### 1977, el trámite
Los rumores de que Pryce correría como compañero de Mario Andretti para el equipo Lotus en 1978 eran fuertes, ya que coincidía con el término de su contrato con Shadow. Un mecánico de Lotus llegó a afirmar muchos años más adelante que el fichaje de Tom Pryce por dicho equipo iba a ser una realidad si no hubiera fallecido, pues Peterson fue contratado en el último momento por dicha escudería tras una oferta exprés de Chapman por una suculenta cantidad de dinero a cambio de ser el número 2 de Mario Andretti en sustitución de Gunnar Nilsson, quien iba a ir para el equipo Arrows en 1978 para formar equipo con Riccardo Patrese. Este último hecho fue confirmado por Patrese en Motorsport Magazine en una entrevista hecha por Simon Taylor en 2010. 
Como curiosidad, tras el accidente mortal de Ronnie Peterson en el Gran Premio de Italia de 1978 el piloto sustituto fue nada más y nada menos que el propio Jean-Pierre Jarier, quien fue el compañero de Pryce en Shadow en sus primeras temporadas.
Jarier dejó Shadow antes del inicio de la temporada de Fórmula 1 de 1977 por ATS, y fue reemplazado por el italiano Renzo Zorzi. Más tarde, Jackie Oliver, parte del equipo directivo de Shadow, calificó a Zorzi como "el peor piloto que hemos tenido (en Shadow)". La nueva firma contó con el patrocinio de Ambrosio, que alivió la situación financiera de Shadow a cambio de contratar a uno de sus pilotos italianos. Pryce comenzó la primera carrera del año en Argentina en el noveno lugar y permaneció con el grupo de cabeza hasta una falla en la caja de cambios en la vuelta 45 de la carrera de 52 vueltas. Tras una larga parada en boxes para corregir la falta, acabó la carrera como no clasificado. Para la segunda ronda en Brasil Pryce se adhirió a la duodécima posición en parrilla, esta vez con el obsoleto modelo DN5B. Tras una carrera a base de aprovechar los problemas mecánicos de los demás y un pilotaje sin errores, se encontró en la 24.ª vuelta con una gran segunda posición batallando con James Hunt, pero en la vuelta 34 se retiró de la carrera como resultado de una rotura en el motor.
Sus entrevistas con Alan Henry (prominente figura periodística de la Fórmula 1) daron a conocer su pasado, su historial deportivo y su relación con la lluvia. Esto, junto con sus actuaciones en mojado con un coche inferior y poco fiable, le hicieron ganarse (naturalmente sin saberlo) la admiración de un joven adolescente llamado Ayrton Senna, quien seguía la Fórmula 1 por su ídolo Emerson Fittipaldi.
Tras la carrera, Pryce haría una visita a sus familiares, y en la semana de gran premio partiría hacia el circuito de Kyalami para competir en la 3.ª ronda del campeonato.
Durante las prácticas en el Gran Premio de Sudáfrica de 1977, Tom Pryce lograría ser el más rápido de la sesión, celebrándose la misma solamente en condiciones de mojado. Pryce registró un tiempo de 1 minuto 31,57 segundos con el siguiente mejor, el eventual Campeón del Mundo de 1977 Niki Lauda, 0,81 segundos más lento. El propio Tom Pryce hacía sonríentes vaticinios sobre la posibilidad de que lloviera en la carrera. Sin embargo, la clasificación se disputó en condiciones normales, y Tom solo pudo ser decimoquinto en la parrilla, casi dos segundos más lento que el poleman James Hunt.
En una entrevista poco antes de la carrera, Pryce afirmó que el motor Ford Cosworth no podía extraer todo su potencial en las rectas debido a que la refrigeración era insuficiente, y el coche tendía a no funcionar bien en condiciones de seco con climas muy cálidos.
Pryce tuvo un mal comienzo en el Gran Premio con su Shadow DN8, y al final de la primera vuelta estaba en último lugar. Pryce comenzó a remontar rápido durante las siguientes vueltas, adelantando a Brett Lunger y su compañero de equipo Renzo Zorzi en la segunda vuelta, y Alex Ribeiro y Boy Hayje en la siguiente vuelta. En la vuelta 18, Pryce había pasado del puesto 22 al 13.

### Accidente mortal
Pryce murió en un trágico accidente en el GP de Sudáfrica de 1977, en el cual falleció además uno de los comisarios de dicha carrera.
En la vuelta 22, el piloto italiano Renzo Zorzi se detuvo en el lado izquierdo de la recta principal, justo después de la rasante que hay en la recta de meta, en el punto más alto del circuito donde lo primero que se vislumbraba era la parte superior de un puente con pancartas con el patrocinio de Dunlop. Éste tenía problemas con su unidad de medición de combustible y durante los momentos anteriores al abandono en la subida tras la curva Leukoop, el combustible empezó por fin a bombear directamente al motor. Esto dio pie a la decisión de abandonar inmediatamente, pues de continuar empujando podría dar lugar a un incendio en cualquier momento. Por instinto, Renzo se apartó a un lado poco después de pasar por la última curva en vez de llevar el monoplaza a boxes. Consciente del peligro que corría en su monoplaza, se apresuró a salir. Cuando Zorzi estaba empezando a salir de la cabina, aunque con el tubo de oxígeno sin desconectar de su casco, el auto se incendió por la parte inferior del coche por unos momentos y empujó a un asustado Zorzi a salir de su monoplaza del todo, forzando el tubo de oxígeno hasta romperlo en el proceso para liberarse. Esta escena, la agitación del piloto italiano, el acercamiento de éste a revisar el estado de su monoplaza una vez tomó distancia, más el hecho de que en ningún momento se sacó bandera amarilla, marcarían la línea de actuación de los dos comisarios de atravesar la pista e intervenir para socorrer. 
El primer comisario que iba a cruzar la pista fue un chapista de 25 años llamado William Bill. El segundo era Frederik Jansen van Vuuren, de 19 años. Ambos llevaban equipados un extintor de incendios de 18 kilogramos de peso. De lado derecho a lado izquierdo de la pista (sin contar el ancho del carril de boxes) tenían que avanzar doce metros.
Cuando los dos hombres empezaron a cruzar por la pista, al no haber bandera amarilla, los coches conducidos por Hans-Joachim Stuck, Tom Pryce, Jacques Laffite y Gunnar Nilsson encaraban la recta principal formando un tren a toda velocidad, llegando a la cima del desnivel. Pryce estaba directamente detrás del coche de Stuck en la recta principal, y en ese punto solo podía ver el trasero del coche de Hans, más el paisaje lejano del circuito de Kyalami. Hans-Joachim Stuck, que no tenía a nadie delante, vio a Jansen van Vuuren y a Bill William en el último instante y se movió ligeramente hacia la derecha para evitar a ambos comisarios, que en ese preciso momento estaban corriendo justo en la trazada ideal por donde pasan los coches. Stuck logró no atropellar a ninguno de los dos por "literalmente milímetros" según David Tremaine, quien estaba en los pits viendo pasar los coches por meta. Pryce no pudo ver a Jansen van Vuuren y no pudo reaccionar tan rápido como lo había hecho Stuck, atropellando al comisario adolescente aproximadamente a 270 km/h (170 mph).
Jansen van Vuuren fue lanzado por los aires dando tres vueltas sobre sí mismo (la última a ras de suelo) y aterrizó unos metros delante del coche de Zorzi. Su cuerpo fue gravemente mutilado por el coche de Pryce. Las heridas de Jansen van Vuuren fueron tan extensas que su cuerpo fue identificado por la organización de carrera solo después de que el director de la misma convocase a todos los comisarios de carrera, notando su ausencia entre ellos.
El impacto provocó la muerte instantánea del comisario y por pura mala fortuna sumada a esta cadena de sucesos, el extintor que éste portaba impactó en la cabeza de Pryce, concretamente en el lado izquierdo de su cara, tirando bruscamente hacia arriba su casco al punto de arrancarlo de cuajo por dicho lado y rebotarlo hacia las barreras del lado izquierdo de la pista. La fuerza del extintor en el momento del impacto fue tal que dicho objeto salió disparado hacia arriba, pasando por encima de la tribuna adyacente. El objeto voló hasta acabar en un aparcamiento, donde por inercia golpeó un automóvil estacionado, atrancando la puerta delantera del copiloto. El impacto del extintor en su casco hizo que su correa se clavase en la barbilla  doblando hacia atrás su cabeza con tal fuerza que la columna vertebral se separó el cráneo y abrió la parte frontal del cuello dejando a la vista sus nervios y vasos sanguíneos. La muerte del piloto galés fue instantánea debido a que el golpe supuso una semi-decapitación y una deformación sanguinolenta y horrorosa de la cara, dejando su cuello, torso, brazos y rostro bañados en sangre. Todos estos acontecimientos sucedieron a ojos del hermano mayor de Frederik Jansen Van Vuuren (también comisario y que fue corriendo a socorrer a su hermano) y de Nella Pryce, si bien todos los presentes supusieron en aquel entonces que solo uno de los comisarios había sido herido fatalmente.
El Shadow DN8 de Pryce, con su piloto muerto al volante pero con el pie derecho en el acelerador, continuó su descontrolada marcha rodando a casi 300 kilómetros por hora por la recta principal hacia la primera curva, llamada Crowthorne. En el momento del impacto, el coche empezó a girar ligeramente hacia la derecha, como si intentara realizar una maniobra de adelantamiento hacia Hans-Joachim Stuck. Durante los 700 metros desde la bajada hasta la primera curva, el coche salió de la pista hacia la derecha raspando las barreras metálicas y vallas laterales de contención, atropellando el penúltimo cartel de distancia de frenado (200 metros), pasando luego por una entrada para vehículos de emergencia. Jacques Laffite estaba por delante del Shadow DN8 en la entrada de Crowthorne y se disponía a adelantar al piloto galés. Nilsson fue un mero espectador y supuso que Pryce se apartaba a la derecha para abandonar, sabiendo que había golpeado algo, pero sin saber qué. El coche de Pryce salió encabritado de la pista debido a que se acabó la recta y aterrizó justo en el morro del coche de Laffite, golpeándolo con el neumático y perfil delantero izquierdo a más de 220 kilómetros por hora, arrastrándolo por inercia contra las vallas y guardarraíl en una salida de pista, de cabeza a un tercer impacto contra las barreras de contención a gran velocidad.
Afortunadamente, Jacques Laffite solo sufrió una herida menor en una de sus rodillas. Desde que roza las vallas metálicas hasta el impacto en el Ligier solo transcurrieron tres segundos. El coche de Pryce acabó completamente destrozado, quedando casi tan irreconocible como su piloto. Al ver Laffite el cadáver de Pryce dentro del amasijo de hierros que era en ese momento su Shadow, abandonó corriendo la escena, mostrando gestos de incomodidad, nerviosismo y sufrimiento sin mirar siquiera la intervención de los comisarios en ese accidente, pues el francés no fue consciente de lo que sucedió en ningún momento hasta ver el coche de Tom ─ni siquiera supo que hubo comisarios cruzando la carretera─, algo confirmado por él mismo en una entrevista que le hicieron horas más tarde, ya el francés enterado de toda la cadena de acontecimientos.
Los comisarios que estaban en Crowthorne tardaron varios minutos en extraer a Tom Pryce de los restos de su vehículo y trasladaron su cadáver a una furgoneta, negando la entrada de toda persona a ver los restos mortales del piloto fallecido, incluyendo a otros pilotos, a Nella Pryce y al personal del equipo Shadow mientras durara el transcurso del Gran Premio. Nella recibiría noticias sobre la muerte de su marido al final de la carrera, derrumbándose y llorando desconsoladamente tras ver el cuerpo.
George Witt, el jefe de los comisarios durante la carrera, dijo que la política de auxilio era que, en caso de incendio, deberían presentarse dos comisarios, y otros dos actuarían como respaldo en caso de que los extintores del primer par no fueran lo suficientemente eficaces. Witt también recordó que ambos comisarios cruzaron la pista sin permiso previo. Peor aún, cruzaron la pista justo en la sección donde no podían ser vistos por los pilotos que terminaban la subida de "The Kink" hacia la recta principal: todo lo que estos podían apreciar en el horizonte al pasar por meta —el punto más alto del circuito y a muy pocos metros del cambio de rasante— eran pastos a la lejanía y el puente de Dunlop, sin nada por debajo o más cerca del mismo debido a la imposibilidad de ver la longitud total de la calzada. 
El ganador del Gran Premio de Sudáfrica de 1977 fue Niki Lauda, su primera victoria desde su casi fatal accidente durante el Gran Premio de Alemania de 1976. Al principio anunció que era la mayor victoria de su carrera debido a que era la primera de su retorno y que la ganó con un coche con problemas (su fondo plano contenía restos del Shadow de Pryce), pero cuando Bert Baldwin le informó en el podio de la muerte de Pryce y la forma en la que falleció, abandonó inmediatamente el podio con un gesto compungido, pudiendo a duras penas contener las lágrimas, diciendo después que "no hay ninguna alegría después de saber esto". Scheckter también abandonó el podio visiblemente emocionado.

## Controversia y legado
La muerte de Pryce fue recibida con gran dolor por todos los que lo conocieron durante su carrera, especialmente su esposa Nella, sus padres Jack y Gwyneth y todo el equipo Shadow. En el día de su funeral, la iglesia de San Bartolomé estaba llena a capacidad: a un lado todos los pilotos de Fórmula 1, gente de sus primeros días como piloto cuando vivía en Kent; y al otro, la gente de las iglesias bautistas del norte de Gales, de donde venía, así como sus padres, familiares y viuda. Su cuerpo fue enterrado en la iglesia de San Bartolomé en Otford, cerca de Sevenoaks, Kent, la misma iglesia donde él y Nella se casaron dos años antes. Nella quedó viuda con solo 22 años de edad. Después de la muerte de su esposo, Nella inició acciones legales contra los organizadores por los fallos en las medidas de seguridad. Fuera de las pistas y una vez dejó su trabajo como profesora, Nella pasó a administrar una tienda de antigüedades en Fulham, Londres con Janet Brise, la viuda de Tony Brise, quien murió en un accidente de avión en 1975 con su compañero de carreras Graham Hill, y luego se mudó a Francia. Nunca se volvió a casar.
La prensa y algunos miembros del equipo de Shadow culparon a Zorzi de la tragedia, sugiriendo que su agitación en la cabina al tratar de quitar su tubo de oxígeno llevó a los comisarios a cruzar la pista, creyendo que Zorzi necesitaba ayuda. Con todo, la mayoría de pilotos, periodistas y expertos coincidieron en que la causa del accidente fue debida principalmente a la imprudencia de los comisarios William y Van Vuuren. Jacques Laffite también criticó a la actuación de los comisarios en una entrevista que le hicieron poco después de su accidente con Tom Pryce.
La noticia de la muerte de Tom Pryce y la forma dantesca en la que se produjo traspasó lo meramente deportivo, y ha ocupado tanto las primeras páginas de la prensa surafricana como las páginas de noticias deportivas de la prensa internacional. El accidente de Pryce levantó una vez más la polémica sobre la forma de actuar de los organismos que regulaban muchas de las carreras del mundial. Cuatro años antes, en el circuito de Zandvoort, el piloto británico Roger Williamson había perdido la vida tras volcar su coche y arder en llamas. Mientras el piloto David Purley intentaba en vano sacar a su amigo del vehículo, los comisarios miraban atónitos y las asistencias no llegaban, de hecho, tardaron varias vueltas en paralizar la carrera y cuando los sanitarios llegaron Williamson había muerto por asfixia. Peter Revson, quien también conducía un Shadow, fue víctima en 1974 de la lentitud operativa de las asistencias en pista. Los bomberos no llegaron a tiempo y pereció carbonizado en los entrenamientos previos al Gran Premio de Sudáfrica.
Al igual que en el caso de Williamson, en el suceso de Pryce se actuó mal. Según declaró el director de carrera, los comisarios tenían orden de actuar de inmediato ante la presencia o posibilidad de incendio de un vehículo accidentado. Pero por otra parte, también se declaró que tanto Van Vuuren como el otro comisario Bill William habían actuado sin autorización. Pero la gran polémica surgió por el hecho de que la carrera no solo no se suspendió, sino que se prolongó las 78 vueltas programadas y la ceremonia del podio se llevó a cabo como si nada. En un primer instante nadie supuso que Pryce había muerto, y en las celebraciones de podio la gran mayoría del paddock desconocía los sucesos ocurridos en la vuelta 23, llegando varios de ellos a celebrar una fiesta de cumpleaños de un asistente importante solo cuatro horas después de la carrera, en la que estuvieron también algunos pilotos.
Clay Regazzoni y Mario Andretti comentaron después de la carrera lo inaudito que resulta que la voluntariedad de algunas asistencias a las que se asigna cometidos tan responsables y en los que a veces el nombramiento depende exclusivamente del deseo de éstos de presenciar la carrera desde un puesto privilegiado.
Lo más triste de todo es que no se aprendió ninguna lección. Tres años después, en el mismo punto y en el mismo circuito, Derek Daly dejaba aparcado su Tyrrell en el punto exacto en el que Zorzi abandonó tres años antes en la vuelta 64 por un pinchazo. Poco después de bajarse del coche, el piloto inglés cruzó rápidamente la pista para ir a boxes, desobedeciendo las continuas indicaciones de los comisarios de que se quedara cerca de las gradas, sin pasar por la carretera hasta que finalizase la carrera. 
Con todo, el accidente fatal de Tom provocaría cambios en la normativa a lo largo de toda la temporada 1977. El accidente de Tom Pryce marcó lo siguiente:
1. La regulación de los cascos y homologación de estos por parte de la FIA, que se culminaría a partir de la Temporada 1978 de Fórmula 1.
2. Se empezaron a crear los primeros organismos oficiales de la FIA en supervisión de asistencias, proyecto que se aceleró tras el accidente fatal de Ronnie Peterson en Monza.
3. Prohibición de que los comisarios pudieran actuar al otro lado de la pista sin autorización expresa por parte de autoridades superiores.
4. Propuestas para que en los circuitos hubiera médicos especializados y delegados representantes de estos.
5. Supervisión de las escapatorias de los circuitos y de áreas de seguridad para retirar el coche en caso de accidente o avería.

En 2018 se incorporaría el halo en la Fórmula 1, y dada su utilidad, la muerte de Pryce podría haber sido evitada en caso de que el extintor hubiese impactado contra este dispositivo de seguridad si hubiera existido en su época.

## Memoria
En 2009, conmemorándose el 60 aniversario de su nacimiento, gracias a una iniciativa popular promovida por aficionados sudafricanos e ingleses, se colocó en su pueblo natal un memorial en su honor en un acto público. En dicha conmemoración estuvieron su madre, su viuda, el alcalde de Ruthin, algunos ex-pilotos y Alan Rees, el jefe del extinto equipo Shadow Racing Cars. Su padre falleció el 7 de marzo de 2007 (justo 30 años después de la muerte de su hijo) y uno de sus deseos manifestados en su lecho de muerte era que algún día se homenajease a su hijo y sus méritos deportivos.
Una de las rectas del circuito galés de Anglesey lleva su nombre.
En 2006, se le rindió homenaje en el libro del periodista David Tremayne, The Lost Generation: The Brilliant but Tragic Lives of Rising British F1 Stars Roger Williamson, Tony Brise and Tom Pryce, que contiene las biografías de Tony Brise, Tom Pryce y Roger Williamson, tres jóvenes y prometedores pilotos británicos que perdieron la vida en las pistas.
Adicionalmente existe un premio llamado The Tom Pryce Memorial Trophy en su honor, que se otorga anualmente a un hombre o una mujer galeses que se han destacado en los ámbitos del automóvil o el transporte. También puede ser un premio corporativo otorgado a una empresa que puede mostrar una "relación especial" con Gales y su sector automotriz y/o ha hecho una contribución significativa a la vida económica y cultural de la nación.
En Gales, Tom Pryce es popularmente conocido como el "príncipe de los pilotos de carreras galeses". Esta misma denominación aparece en la placa conmemotativa a su nombre que hay en Ruthin.
En 2008, en una entrevista para la BBC, un amigo suyo de toda la vida, Cledwyn Ashford, dijo: "Lo mejor que vi de él como piloto fue ganar la Carrera de Campeones en Brands Hatch, en 1975. Yo estaba allí en el paddock con su padre. Un maravilloso día. Se bajó del auto como cualquier otro día, no hubo ostentosidades. Cuando ganó la carrera vi que realmente era un futuro campeón". Otro, Dewi Rogers, afirmó: "Desde el principio fue considerado uno de los mejores en su campo. En tres años y medio pasó de correr su primera carrera a estar en Fórmula 1. Tenía una sorprendente capacidad de adaptación."
En 2016, en un artículo académico que informó sobre un estudio de modelado matemático que evaluó la influencia relativa del conductor y la máquina, Pryce estuvo clasificado en dicho estudio como el 28º mejor piloto de Fórmula 1 de todos los tiempos.
En 2020, un comisario de pista llamado Curtis Shelton declaró que la razón por la que se dedica a realizar labores de comisario de pista fue porque quería marcar la diferencia para garantizar la seguridad de los pilotos tras ver el accidente de Tom Pryce cuando era niño. En 2018 ganó el premio al comisario del año.
Actualmente se planea hacer una estatua de Tom Pryce a través de financiación otorgada por aficionados y seguidores mediante una fundación en memoria del piloto, administrado por su viuda Nella y por el ex-mánager de BAR Honda David Richards. Parte de ese proyecto recibe financiación directa de una biografía sobre Tom publicada en 2021, en el cual han colaborado expilotos, la propia Nella, David Richards, amigos de la infancia de Tom, entre otros.

### Cómo veía Tom Pryce las carreras
Acorde al propio Tom, él quería convertirse en piloto de Fórmula 1 porque amaba correr y consideraba que no había nada mejor como la máxima categoría para realizar gestas en un automóvil. De niño fantaseaba con ser protagonista de heroicidades como las hazañas de Jim Clark en el Gran Premio de los Estados Unidos de 1963 o el Gran Premio de Italia de 1967. Disfrutaba el aprecio y el cariño de los aficionados pero no le gustaba que lo trataran como un famoso o que lo admiraran, ni tampoco le interesaba hacerse rico, pues hasta el final de su vida llevó una vida relativamente modesta en su piso de Kent junto a su esposa Nella. Sus vacaciones consistían de viajes a localidades británicas, de estar en su Ruthin natal con su pareja, amigos de la infancia y familia, y de hacer alguna visita ocasional a algún piloto por invitación (como Jackie Stewart o Ronnie Peterson). Pasaba la mayor parte de su tiempo acumulando kilómetros en Silverstone, Goodwood y Snetterton durante los fríos inviernos. Fue tremendamente leal con todos los equipos que lo contrataron y priorizaba su propia felicidad y calidad de vida por encima de los éxitos deportivos. Tom disfrutaba muchísimo de conducir monoplazas de competición pero no tenía un apego especial por la preparación física extrema. 
El propio Tom afirmó en una entrevista que "deseaba haber nacido diez años antes, así habría estado en Fórmula 1 antes de que empezaran a invadirla las grandes corporaciones, inversores y patrocinadores; cuando el deporte del automovilismo era algo puro". 

## Resultados

### Fórmula 1
(Clave) (negrita indica pole position) (cursiva indica vuelta rápida)

| Año  | Escudería              | 1      | 2       | 3       | 4       | 5       | 6     | 7       | 8       | 9       | 10      | 11      | 12      | 13     | 14      | 15      | 16      | 17  | Pos. | Puntos |
| ---- | ---------------------- | ------ | ------- | ------- | ------- | ------- | ----- | ------- | ------- | ------- | ------- | ------- | ------- | ------ | ------- | ------- | ------- | --- | ---- | ------ |
| 1974 | Token Racing           | ARG    | BRA     | RSA     | ESP     | BEL Ret | MON   | SWE     |         |         |         |         |         |        |         |         |         |     | 20.º | 1      |
| 1974 | UOP Shadow Racing Team |        |         |         |         |         |       |         | NED Ret | FRA Ret | GBR 8   | GER 6   | AUT Ret | ITA 10 | CAN Ret | USA NC  |         |     | 20.º | 1      |
| 1975 | UOP Shadow Racing Team | ARG 12 | BRA Ret | RSA 9   | ESP Ret | MON Ret | BEL 6 | SWE Ret | NED 6   | FRA Ret | GBR Ret | GER 4   | AUT 3~  | ITA 6  | USA NC  |         |         |     | 10.º | 8      |
| 1976 | Shadow Racing Team     | BRA 3  | RSA 7   | USW Ret | ESP 8   | BEL 10  | MON 7 | SWE 9   | FRA 8   | GBR 4   | GER 8   | AUT Ret | NED 4   | ITA 8  | CAN 11  | USA Ret | JPN Ret |     | 12.º | 10     |
| 1977 | Shadow Racing Team     | ARG NC | BRA Ret | RSA Ret | USW     | ESP     | MON   | BEL     | SWE     | FRA     | GBR     | GER     | AUT     | NED    | ITA     | USA     | CAN     | JPN | NC   | 0      |